# Paul Atkinson (baloncestista)
Paul St. Aubyn Atkinson Jr. (West Palm Beach, Florida; 27 de marzo de 1999) es un baloncestista estadounidense que actualmente se encuentra sin equipo. Con 2,06 metros de estatura, juega en la posición de ala-pívot.

## Trayectoria deportiva

### Universidad
Jugó tres temporadas con los Bulldogs de la Universidad Yale, en las que promedió 12,0 puntos, 5,6 rebotes y 1,2 asistencias por partido. En su última temporada en el equipo fue elegido co-Jugador del Año de la Ivy League junto al jugador de Penn A. J. Brodeur, e incluido en el mejor quinteto de la conferencia, después de promediar 17,6 puntos y 7,3 rebotes por partido y liderar la Ivy League con un porcentaje de tiros de campo de .630 durante la temporada regular. Tras esa temporada, se declaró elegible para el Draft de la NBA de 2020, aunque finalmente se echó atrás.
Ingresó al portal de transferencias de la NCAA luego de que se cancelara la temporada 2020-2021 de la Ivy League debido a la pandemia de COVID-19. Eligió transferirse a los Fighting Irishe de la Universidad de Notre Dame como estudiante de posgrado, tras considerar ofertas de Miami (Florida), Iowa, NC State y Texas. Allí jugó una última temporada, en la que promedió 12,5 puntos, 6,9 rebotes y 1,7 asistencias por partido.

#### Estadísticas
| Año     | Equipo     | PJ  | PT | MPP  | %TC  | %3P  | %TL  | RPP | APP | ROB | TPP | PPP  |
| ------- | ---------- | --- | -- | ---- | ---- | ---- | ---- | --- | --- | --- | --- | ---- |
| 2017–18 | Yale       | 31  | 30 | 24.2 | .692 | –    | .667 | 4.6 | 1.0 | .7  | .5  | 9.3  |
| 2018–19 | Yale       | 30  | 1  | 20.2 | .697 | .000 | .653 | 5.0 | 1.0 | .5  | .6  | 9.1  |
| 2019–20 | Yale       | 30  | 29 | 31.8 | .630 | .308 | .671 | 7.3 | 1.5 | 1.2 | .8  | 17.6 |
| 2021–22 | Notre Dame | 35  | 34 | 27.5 | .587 | .000 | .750 | 6.9 | 1.7 | .7  | .7  | 12.5 |
| Total   | Total      | 126 | 94 | 26.0 | .638 | .250 | .685 | 6.0 | 1.3 | .7  | .6  | 12.1 |

### Profesional
Tras no ser elegido en el Draft de la NBA de 2022, el 10 de julio firmó con el Atomerőmű SE de la Nemzeti Bajnokság I/A húngara. Jugó una temporada como titular, en la que promedió 15,2 puntos y 7,6 rebotes por partido.
El 21 de julio de 2023 firmó con el equipo belga del Kortrijk Spurs de la BNXT League, donde acabó la temporada promediando 8,2 puntos y 5,1 rebotes por partido.